# L'Express
L'Express (pronunție în franceză [lɛksˈpʁɛs]) este o revistă săptămânală de știri care apare în Franța. Ea practică o politică de centru și are un supliment de lifestyle intitulat L'Express Styles și un supliment cu profil economic intitulat Réussir.

## Istoria și profilul
L'Express a fost fondat în 1953 de Jean-Jacques Servan-Schreiber, viitorul președinte al Partidului Radical, și Françoise Giroud, care editase anterior revista ELLE și a devenit ulterior primul ministru pentru drepturile femeilor din Franța în 1974 și ministru al culturii în 1976. A fost fondat în timpul Primului Război din Indochina și a fost modelat după revista americană Time și după revista germană Der Spiegel. L'Express apare săptămânal.
Revista a susținut politica lui Pierre Mendès-France cu privire la Indochina și a avut, în general, o orientare de centru-stânga. S-a opus războiului din Algeria și în special folosirii torturii. În martie 1958, ca urmare a publicării de către Jean-Paul Sartre a unei recenzii a cărții La Question a lui Henri Alleg, apariția revistei a fost oprită de către guvernul francez. Pentru a putea apărea pe piață, L'Express a trebuit să publice un număr nou fără articolul incriminat. François Mauriac a fost un colaborator regulat al rubricii Bloc-Notes, dar a părăsit L'Express când Charles De Gaulle a revenit la putere.
În 1964 mai mulți jurnaliști, printre care Jean Daniel și André Gorz, au părăsit L'Express pentru a fonda revista Le Nouvel Observateur. Servan-Schreiber a transformat L'Express într-o publicație mai puțin implicată politic, iar tirajul revistei a crescut de la 150.000 la 500.000 de exemplare în trei ani.
În 1971, ca urmare a activității politice desfășurate de Servan-Schreiber în calitate de deputat al Partidului Radical, nouă jurnaliști ai revistei L'Express, inclusiv Claude Imbert, au părăsit echipa redacțională și au fondat Le Point pentru a contracara ceea ce au perceput ca fiind „clasa actuală de intelectuali francezi din presă și din alte părți, cu dogme stângiste și un nihilism autosatisfăcut”.
În 1977 Servan-Schreiber a vândut revista lui Jimmy Goldsmith.
Jean-François Revel a devenit director în octombrie 1978. El a fost înlocuit de Yves Cuau în mai 1981. În același an revista a avut un tiraj de 507.000 de exemplare.
În 1986 L'Express a început o colaborare pentru schimb de știri cu revista de știri belgiană de limba franceză Le Vif/L'Express.
În 1987 L'Express a avut un tiraj de 555.000 de exemplare și în 1988 un tiraj de 554.000 de exemplare. În același an, revista a fost vândut concernului C. G. E.. Yann de l'Ecotais a devenit noul director și a rămas în funcție până în 1994, când a fost înlocuit de Christine Ockrent. În 1995 L'Express a fost vândut către CEP communications, o filială a agenției de știri Havas. Apoi Denis Jeambar a devenit noul director.
În 1998, după ce Vivendi a preluat controlul asupra agenției Havas, revista a revenit sub controlul său. După prăbușirea Vivendi, L'Express a fost vândută în 2002 către Socpresse (care era deținută într-o proporție de 80% de Dassault Group).
În perioada 2001-2002 L'Express a avut un tiraj de 424.000 de exemplare, iar în perioada 2003-2004 de 548.195 de exemplare.
L'Express a fost achiziționată apoi de Roularta Media Group în 2006. În același an, tirajul revistei a fost de 547.000 de exemplare.
În 2014 grupul Roularta a vândut revista L'Express companiei Altice a antreprenorului media franco-israelian Patrick Drahi.

## Jurnaliști care au contribuit laL'Express
- Raymond Aron
- Jean-François Revel
- André Gorz
- Franz-Olivier Giesbert
- Christophe Barbier[8]
- Christian Makarian[8]

## Legături externe
- Site web oficial